# خط أنابيب الغاز العابر للصحراء

الجزائر الممون الثالث بالغاز الطبيعي والبترول للإتحاد الأوروبي

خط أنابيب الغاز العابر للصحراء ويعرف أيضا باسم خط أنابيب الغاز العابر لأفريقيا NIGAL، هو مشروع مستقبلي لإنشاء خط أنابيب غاز طبيعي من نيجريا إلى الجزائر. وتقدر التكلفة الاجمالية للمشروع بنحو 10-12 مليارات دولار لخط الانابيب وثلاثة مليارات لمراكز التجميع. من المتوقع أن ينقل حوالي 30 مليار متر مكعب من الغاز سنويا إلى أوروبا من نيجيريا عبر النيجر والجزائر. وينظر إليه على أنه فرصة لتنويع إمدادات الغاز للاتحاد الأوروبي.

## التاريخ
في 14 يناير 2002 تم التوقيع على مذكرة للتفاهم حول التحضير لهذا المشروع وقعت عليها مؤسسة البترول الوطنية النيجيرية وسوناطراك. في يونيو 2005، وقعت كلا الشركتين عقد مع بنسبن المحدودة لعمل دراسة جدوى للمشروع.[5] في 20 فبراير 2009، اتفقت الشركتين على المضي في تنفيذ المشروع طبقا لمذكرة التفاهم المسبقة بين الحكومات الثلاثة والاتفاقية المشتركة للمشروع.

## المسار
سوف تبلغ القدرة السنوية لخط الأنابيب العابر للصحراء 18-30 مليار متر مكعب وسوف يكون قطره من (1,220 إلى 1,420 مم). ومن المتوقع أن يبدأ خط الأنابيب في العمل ما بين 2015-2017. سوف يبلغ حجم الاستثمارات في المشروع حوالي 3 مليار $.

## المشغل
سيتم بناء خط الأنابيب وتشغيله بالشراكة ما بين مؤسسة البترول الوطنية النيجرية وسوناطراك 90٪ من الأسهم.وسوف تتضمن الشركة أيضا جمهورية النيجر 10٪. وقد ناقشت شركة الغاز الروسية غازبروم مع نيجريا إمكانية المساهمة في المشروع. ومن المحتمل أن تقوم غازبروم باستثمار أكثر من $2.5 بليون في هذا المشروع. وأبدت أيضا شركة GAIL الهندية وتوتال اس أي الفرنسية اهتمامها بالمساهمة في المشروع.
ووفقا لوزير الطاقة الجزائري شكيب خليل «شركاء الذين يمكنهم أن يقدموا الإضافة المشروع ينبغي أن يكونوا هناك، وليس فقط المال». وقال وزراء الطاقة من الجزائر ونيجيريا أنه «إذا سارت الأمور جيدا، لن تكون هناك حاجة لجلب شركات النفط العالمية في المشروع» و«إذا كانت هناك حاجة للشراكة في المشروع، ليس كل شريك يمكن أن يكون موضع ترحيب في المشروع».

## حركة تحرير دلتا النيجر
في 29 يونيو 2009، حذرت حركة تحرير دلتا النيجر التي أوقفت أكثر من خمس إنتاج النفط النيجيري منذ بدء هجماتها على الصناعة قبل ثلاث سنوات من ان المشروع المزمع سيكون هدفا.
وقالت الحركة في بيان أرسل بالبريد الإلكتروني ان«هؤلاء الذين يتحدثون إلى الأشخاص الخطأ في أبوجا بشأن الاستثمار في مشروع أنابيب الغاز عبر الصحراء سيستثمرون اموالهم دون حكمة لأننا مصممون على تخريب المشروع من البداية.»
وغالبا ما تنفذ الحركة مثل هذه التهديدات.واوقفت الحركة اطلاق النار قبل شهر ولكنها اخفقت منذ ذلك الوقت في تنفيذ أي هجمات كبيرة على الصناعة وذلك إلى حد ما لان الجيش صعد من حملة للقضاء على مقاتلي الحركة.